# Rebuilding
Rebuilding é um filme americano de drama de 2025 escrito e dirigido por Max Walker-Silvermanestrelado por Josh O'Connor. O filme teve sua estreia no Festival Sundance de Cinema em 26 de janeiro de 2025.

## Premissa
Depois que os incêndios florestais tomam seu rancho, um cowboy chamado Dusty acaba em um acampamento da FEMA, encontrando comunidade com outras pessoas que perderam suas casas, incluindo sua filha e ex-mulher.

## Elenco
- Josh O'Connor como Dusty
- Meghann Fahy como Ruby
- Lily LaTorre como Rose
- Kali Reis como Mali
- Amy Madigan como Bess
- Jefferson Mays
- Jules Reid
- Binky Griptite
- Nancy Morlan como Gertie
- Sam Engbring

## Produção
O filme é dirigido por Max Walker-Silverman e produzido por Jesse Hope, Dan Janvey e Paul Mezey. O elenco é protagonizado por Josh O'Connor e Meghann Fahy e também inclui Lily LaTorre, Kali Reis e Amy Madigan.
As gravações aconteceram em julho de 2023.

## Lançamento
O filme estreou no Festival Sundance de Cinema em 26 de janeiro de 2025. Em abril de 2025, Bleecker Street adquiriu os direitos de distribuição do filme.